# Diadema ascensionis
Diadema ascensionis is een zee-egel uit de familie Diadematidae.
De wetenschappelijke naam van de soort werd in 1909 gepubliceerd door Theodor Mortensen.